# 藤公太
藤 公太（ふじ こうた、1981年〈昭和56年〉12月18日 - ）は、日本の俳優。
A-train production所属。

## 人物
2000年、本名の遠藤 公太朗としてデビュー。
三輪事務所・OFFICE BLUEに所属し、フリーの活動後に2013年5月25日、現芸名の藤公太に変更。現在は「A-train production」所属。
代表作に「ゴジラ・メカゴジラ・キングギドラ東京SOS」（東宝）、「ROOKIES -卒業-」などがある。

## 出演

### 映画
- ゴジラ×モスラ×メカゴジラ 東京SOS（2003年12月13日、東宝） - 機龍隊整備士 役
- 日本トルコ合作映画・内野聖陽主演「海難1890」 - 現地日本人 役
- 『漂流ポスト』
- 『罪と罰』
- ゆりに首ったけ（2023年11月11日、リアルメーカーズ） - 主演・保 役[2] ※吉川流光、山下徳久、大沢真一郎とのクアドラプル主演
- 思い立っても凶日（2024年6月15日）[3]

### ドラマ
- 『ヒトヤノトゲ〜獄の棘〜』(WOWOW)
- 『特捜9 Season2』(テレビ朝日) 第8話
- 『おかしな刑事21』(テレビ朝日) - 中田貢 役
- 『ビー・バップ・ハイスクール』(TBS)
- 『麗しき鬼』(東海テレビ) - 洵子と悠子の男子同級生 役
- 『風魔の小次郎』 - 闇鬼 役

### 舞台
- 『モンテンルパの夜は更けて』
- 『風魔の小次郎』 - 闇鬼 役
- 『愚か者達へのレクイエム』